# Adirondack Park

Der Adirondack Park im Bundesstaat New York

Adirondack Park im US-Bundesstaat New York ist mit rund 24.000 km² das größte Schutzgebiet der kontinentalen Vereinigten Staaten und das mit Abstand größte der National Historic Landmarks. Der Adirondack Park ist größer als die Yellowstone-, Everglades-, Grand-Canyon- und Glacier-Nationalparks zusammen und umfasst eine Fläche, die in etwa der des Bundesstaates Vermont entspricht. Mit dem Mount Marcy befindet sich auf 1.629 m im Park außerdem die höchste Erhebung des Bundesstaates New York.

## Der Park
Adirondack ist stellenweise dicht bewaldet und mit insgesamt etwa 3.000 Seen und 48.000 km Flüssen und Bächen reich an Wasser. Ein System aus ungefähr 3.200 km Wanderwegen durchzieht weite Teile des Parks. An herausragenden Stellen wurden Campgrounds angelegt, an denen auch Feuer gemacht werden kann.
Der Grenzverlauf des Parks wird üblicherweise als Blue Line bezeichnet (wegen blauer Tinte, mit der er auf alten Karten verzeichnet war) und umschließt die gesamten Adirondack Mountains zuzüglich Umgebung. Zum Tierbestand des Parks zählen über 50 Säugetierarten, so etwa Biber und Elche, aber auch der Schwarzbär sowie zahlreiche Vögel, darunter der Rubinkehlkolibri. Teile des Parks werden durch die Holzwirtschaft genutzt.
Im Jahr 1870 erschien das Werk Adventures in the Wilderness; or, Camp-Life in the Adirondacks („Abenteuer in der Wildnis, oder, Campen in den Adirondacks“) von William Henry Harrison Murray, einem naturbegeisterten Pastor. Das Buch popularisierte den Natururlaub und machte die Adirondack Mountains als Ausflugs- und Erholungziel bekannt.
Die Idee, in diesem Gebiet einen geschützten Park einzurichten, wurde erstmals im Jahr 1870 von dem Landvermesser Verplanck Colvin aufgeworfen. Antrieb und Inspiration bezogen die Befürworter des Parks fortan vor allem aus Überlegungen von George Perkins Marsh, der bereits zehn Jahre früher vor Entwaldungsprozessen gewarnt hatte, die auch Nordamerika in einer Weise verändern könnten, wie es in Teilen Europas bereits geschehen war. Eine Erhaltungsphilosophie als Reaktion auf ebendiese Angst steht bis heute als Grundgedanke hinter dem Park und seiner weiteren Entwicklung. Die offizielle Gründung geht zurück auf das Jahr 1892.
Adirondack steht unter der Verwaltung des Staates New York, ist aber kein State Park im eigentlichen Sinne. Er wird durch das Umweltministerium New Yorks betreut; für Planung und langfristige Management-Entscheidungen wurde 1971 die Adirondack Park Agency eingerichtet. Seit Mai 1963 hat er unter der Bezeichnung Adirondack Forest Preserve den Status einer National Historic Landmark.
Quer durch den Adirondack Park führt der Empire State Trail, ein Fahrradwanderweg, der im Dezember 2020 fertiggestellt wurde und der von der Südspitze Manhattans bis zur kanadischen Grenze führt.

## Wilderness Areas
Innerhalb des Adirondack Park liegen zahlreiche Wilderness Areas, in denen der Betrieb motorgetriebener Fahrzeuge untersagt ist; die menschlichen Aktivitäten sind auf Wandern, Campen, Jagen, Fischen und Paddeln begrenzt.
- Blue Ridge Wilderness Area – 185,09 km²
- Dix Mountain Wilderness Area – 182,95 km²
- Five Ponds Wilderness Area – 447,44 km²
- Giant Mountain Wilderness Area – 92,14 km²
- Ha-De-Ron-Dah Wilderness Area – 107,36 km²
- High Peaks Wilderness Area – 779,77 km²
- Hoffman Notch Wilderness Area – 146,62 km²
- Jay Mountain Wilderness Area – 28,7 km²
- McKenzie Mountain Wilderness Area – 152,23 km²
- Pepperbox Wilderness Area – 91,30 km²
- Pharaoh Lake Wilderness Area – 185,68 km²
- Pigeon Lake Wilderness Area – 202,8 km²
- Round Lake Wilderness Area – 44,5 km²
- Sentinel Range Wilderness Area – 94,10 km²
- Siamese Ponds Wilderness Area – 455,37 km²
- Silver Lake Wilderness Area – 426,01 km²
- West Canada Lake Wilderness Area – 634,12 km²
- William C. Whitney Wilderness Area – 83,0 km²

Die 77 km² große Saint Regis Canoe Area ist nicht offiziell als Wilderness Area eingestuft, für sie gelten dennoch dieselben Zugangsbedingungen.